# DJJ1型电力动车组
DJJ1型“蓝箭”电力动车组是中国铁路的高速列车之一，由株洲电力机车厂、长春客车厂及株洲电力机车研究所于2000年联合研制成功累计生产8组。“蓝箭”电力动车组为动力集中式的推挽式电力动车组，采用交—直—交流电传动，最高运营速度为200公里/小时。所有“蓝箭”列车早期由广州中车公司拥有，2001年起租赁给广深铁路股份有限公司使用，于2006年卖断，并于2008年起提供予成都铁路局使用。2012年11月21日，鉴于“蓝箭号”车底在进行性能评估时已达退役标准，为保证旅客安全，“蓝箭号”不再担当旅客列车任务并正式“退役”，并于2014年7月31日除籍。

## 发展历史

### 背景

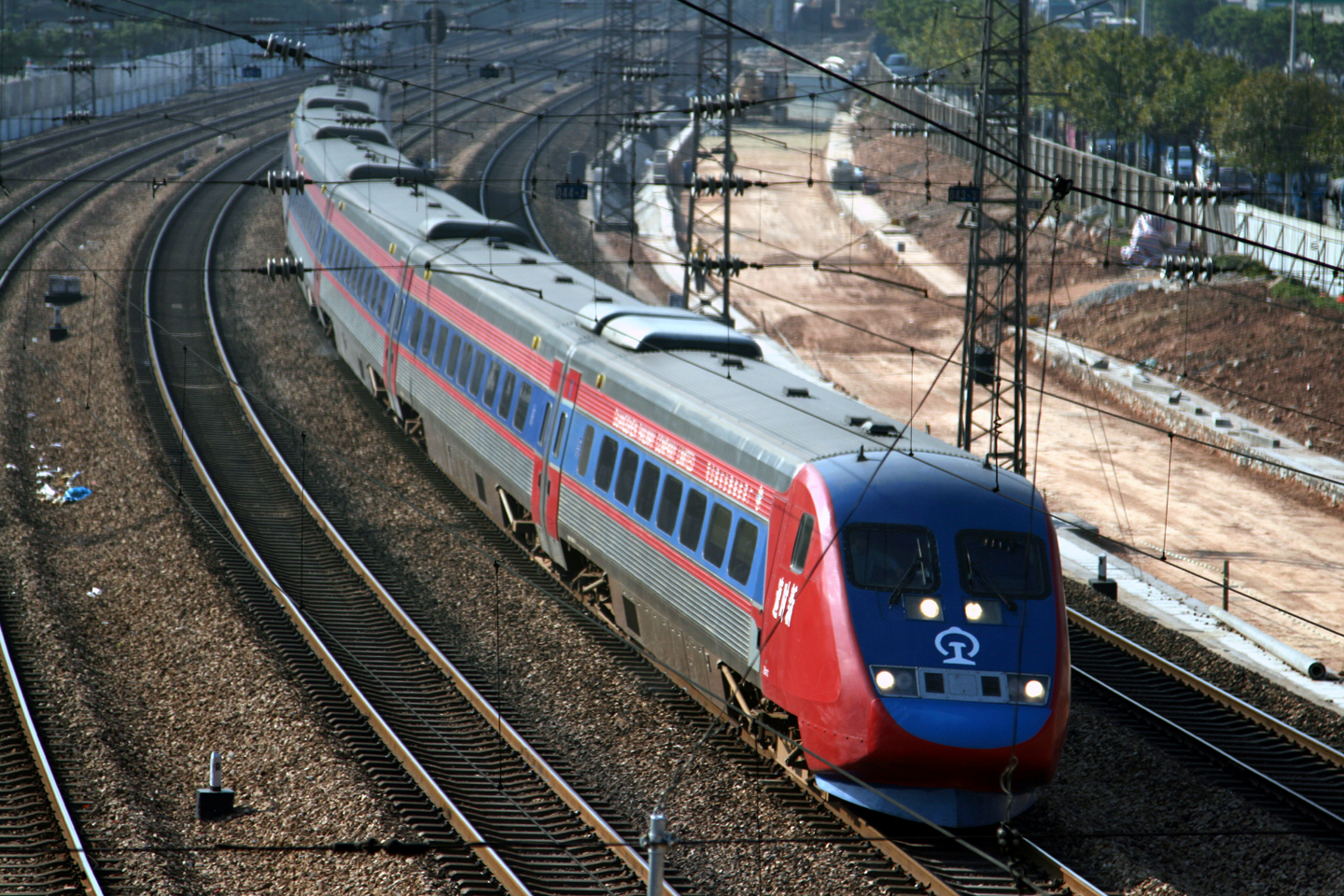
运行在广深铁路的SJ2000“新时速”列车

为了研究利用摆式列车在中国既有铁路上实施客运提速的可能性，并配合广深城际列车的“小编组、高密度、高速度”的公交化营运模式，中华人民共和国铁道部、广深铁路股份有限公司于1996年与Adtranz公司签订了合作协议，中国以月租金15万美元向Adtranz公司租用一列SJ2000列车，并于1998年8月投入广深铁路运营。SJ2000型电力动车组采用交流传动、GTO牵引变流器、径向转向架和摆式车体，最高运行速度达到210公里/小时。SJ2000列车在广深线的运营状况很好，上线率接近100％，并带来非常可观的经济效益。同年，广深铁路公司又希望通过融资租赁方式引进韶山8型准高速电力机车，经过协商后，广州中车铁路机车车辆销售租赁有限公司（广州中车）以租赁形式为广深铁路公司提供五台韶山8型电力机车，开创了中国铁路机车车辆租赁经营的先河。
此后，鉴于SJ2000高速列车的良好表现，以及成功的电力机车租赁经验，广深铁路公司与广州中车公司决定再次以租赁方式引进国产高速列车。为此，两家公司经过考察后，选定了由株洲电力机车厂和长春客车厂研制八组交流传动电力动车组，研制成功后再由广州中车公司通过融资，以5亿元人民币买断并租赁给广深铁路公司，租期为5年；广深铁路公司并要求列车上线率必须达到95％以上，否则列车每停运一天的罚金为一万元。而租赁期满后，八组列车是否续租或由广深铁路公司买下，都由广深铁路公司根据运用和市场情况自行决定。所有車輛已於2006年由廣深鐵路買斷。
与此同时，时任中国铁道部部长傅志寰于1998年12月提出，“加强自主开发研究，争取用10年左右的时间，完成电力机车直流传动到交流传动的转换”的任务；铁道部并根据国际潮流，提出2000年为中国铁路“高速、交传、发展”年，要求在引进、消化、吸收原则下，自行开发交流传动高速客运电力机车和高速电力动车组。

### 研制
1999年起，株洲电力机车厂、株洲电力机车研究所、长春客车厂、广州中车和广州铁路集团广深铁路股份有限公司开始联合研制新一代的交流传动的高速列车，其中株洲电力机车厂和株洲电力机车研究所负责研制其动力车、控制车司机室以及列车控制电气设备，而长春客车厂负责研制客车车厢。融资租赁机制将列车用户、租赁公司和生产厂家的利益捆在了一起，并共同承担风险。在研制过程中，租赁公司只付给工厂三分之一的列车购置费用，并签订质量保证期合同；列车投入运营后要进行考核，确定达到规定的标准后再分期付款。研制期间广铁集团多次召开技术评审会议，租赁公司又派专家组进驻工厂，对研制过程实施质量管理。
这种新型电力动车组经中国铁道部确定，正式定型为DJJ1型，“D”、“J”、“J”三个英文字母分别代表电力动车组、交流传动、动力集中。DJJ1型电力动车组采用“一动六拖”的7辆编组，由一辆动力车和六辆软座拖车组成，最高运营速度为200公里/小时。动力车的主要结构与同期相关项目DJ型电力机车大致相同，均采用关键部件国外采购、机车整机国内生产的方式，交流传动系统采用Adtranz公司的进口产品，包括大功率IPM牵引变流器、异步交流牵引电动机、分散式“MITRAC”微机控制系统。

### 试验
2000年9月3日，首台动力车在株洲电力机车厂出厂，中国工程院院士及有关领导和职工代表共1200余人参加了剪彩仪式；同年9月21日，首列动车组的控制车和拖车在长春客车厂下线。同年10月，“蓝箭”电力动车组在中国铁道科学研究院北京环形铁道试验基地进行编组调试，并完成了安全评估试验。
同年11月初，“蓝箭”列车赴广深铁路开始进行正线试验，试验项目包括动力学性能、牵引性能、弓网受流、线桥道岔设备、列车交汇、自动过分相、制动性能、列车运行监控装置、机车信号设备等运行安全性试验。2000年12月20日，“蓝箭”列车在最后一天正线试验中，最高速度达到235.6公里/小时。

### 运用

#### 广深铁路公司

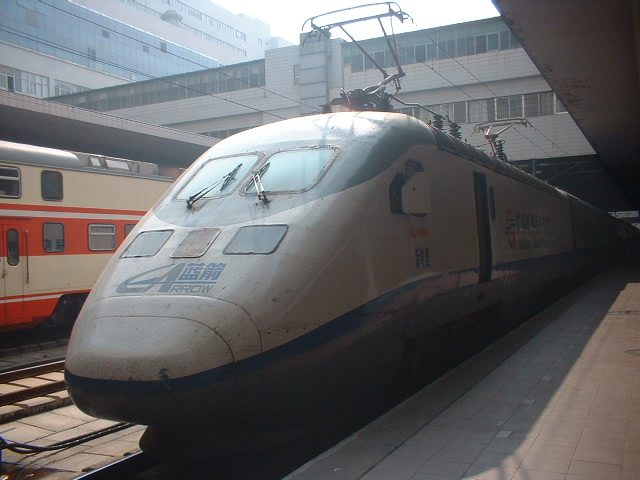
“蓝箭”动力车

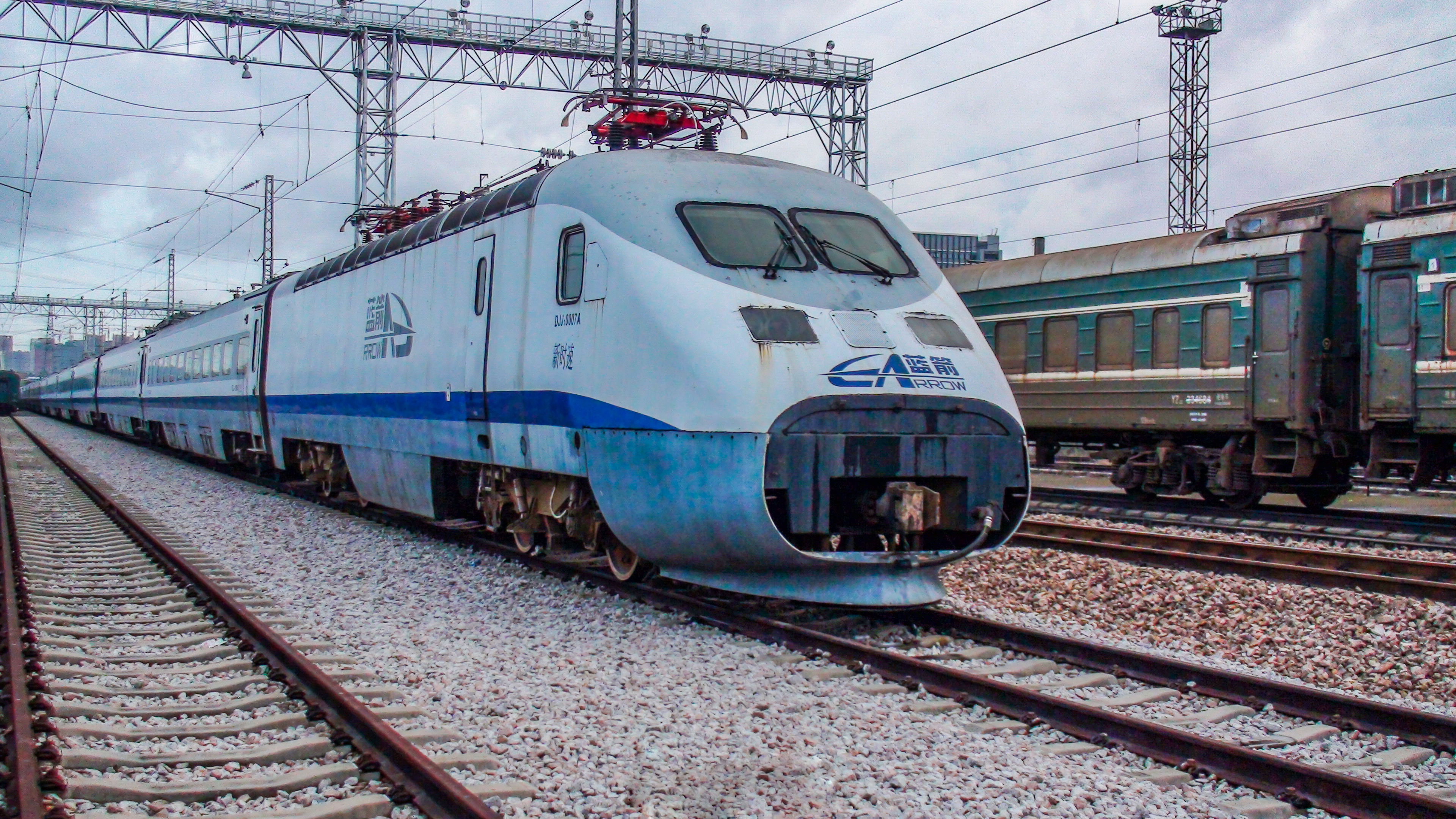
新时速-蓝箭动车组（DJJ1 0007A）停放于平湖南站

经过多次评估试验和模拟运行后，“蓝箭”列车于2000年12月28日起在广深铁路投入载客试运营，试运行期间采用准高速列车的运行图，最高运行速度为160公里/小时。2001年1月8日，首列“蓝箭”电力动车组正式投入商业运营，最高运行速度为200公里/小时，从广州东站至深圳站间的直达运行时间为60分钟，至同年3月1日新运行图实施后仅需要55分钟，与X2000列车相同。至同年10月，广深铁路公司又陆续接收了另外7组“蓝箭”电力动车组。
2001年10月，广深铁路公司以中国铁路第四次大提速为契机，进一步扩大广深城际列车“公交化”运输模式，将包括SJ2000动车组和“蓝箭”动车组在内的高速列车合称为“新时速”列车。自2001年10月21日起，广深铁路实施高（速）普（速）分线运行，大幅减少普速城际列车，以“新时速”列车取而代之；每天从凌晨6时至22时开行城际列车57对，其中时速160公里的准高速列车、时速200公里的“新时速”列车由31对增加到52对，其中“蓝箭”列车担当27对（T829—T898次），SJ2000列车担当4对（T801—T808次），其余为准高速列车；在日间客流高峰时段，广深铁路每13至20分钟就开行一对准高速、“新时速”旅客列车，并适当增加高速列车在沿线大站的停靠，以疏导客流。
繼引入X2000動車組擔當廣九直通車用車後，廣深鐵路公司亦曾打算將「藍箭」引入直通車服務，並於2001年在香港九廣東鐵及何東樓維修中心進行動態界限及影子測試，但最後因技術條件不符而沒有採用。
然而，由于“蓝箭”动车组的设计、制造、试验时间较短，加上系统整合经验不足，列车投入运行后逐渐暴露了一些质量问题，首两年是其故障高发期，严重影响了列车正点运行。截止2002年底，8组“蓝箭”动车组累计走行392.7万公里，运行途中发生设备故障113件，平均每10万公里2.88件。而同期的SJ2000列车自1998年到2003年3月累计走行208万公里，期间因列车设备故障发生救援仅7次，平均每10万公里仅0.35次。故障频发的“蓝箭”列车在当时甚受旅客所诟病，例如在2002年8月7日，从广州东站开往深圳站的T875次“蓝箭”列车运行至东莞市常平镇附近时，再次“瘫痪”在铁路上；由于空调停止运转，在密闭的车厢内有许多乘客感觉不适由于列车员不许乘客下车，所以一些乘客砸破车窗玻璃以求通风换气，车上近一半的乘客不顾列车员的阻止并涌下列车；结果救援机车牵引“蓝箭”列车到樟木头站，乘客换乘另一列列车前往深圳，原本一小时的车程最终走了近五个小时。“蓝箭”列车在当时发生的主要技术故障包括微机系统不稳定、动车转向架和车体底架裂纹、网络控制总线接口断开造成微机通讯中断、停放制动机误动作造成踏面擦伤、车轮工艺孔裂纹和踏面剥离等。“蓝箭”列车投入运用时，广深铁路公司借鉴了SJ2000列车运用和管理经验，为其编制了“运营维修”的检修模式，即“定公里、按状态、不下线、分散修”，充分利用列车库停时间，根据车组运行的公里数和状态，在一定周期内分散进行规定修程的检修项目，但当面对故障频发的“蓝箭”列车，这种检修模式在实行上有很大困难。为了尽快解决问题，广深铁路公司为此每月定期召集相关单位召开“蓝箭”动车组质量会议，对一些技术故障协同厂家彻底整治，同时还制订了一套强化“蓝箭”动车组运用、检修质量的安全分析控制体系。从2003年起“蓝箭”动车组故障率大幅度下降，2003年第一季度每10万公里仅发生每0.15件故障。
2007年2月起，为了提早准备即将来临的中国铁路第六次大提速，铁道部为广州铁路集团配属了6组CRH1A型电力动车组，投入广深铁路试运营并担当了部分原本由“蓝箭”列车运行的车次，包括T871—880次、T971—T988次等。2007年4月18日，中国铁路实施第六次大面积提速，广深铁路以CRH1A型电力动车组开行了59对“D”字头车次的动车组列车，并保留了22对“T”字头车次的准高速列车和“蓝箭”列车。同年7月1日，广州铁路集团实施第六次大提速后第二阶段调整图，广深线“D”字头动车组列车开行对数大幅增加（日常72对、备用9对），同时取消了所有“T”字头列车。“蓝箭”列车退出广深铁路后，从2007年7月1日起担当韶关至坪石的2对管内特快列车（T922/921、T924/923次），以及韶关至广州东的1对管内特快列车（T915/6次，逢周末开行）。3对列车由3组“蓝箭”动车组执行，广深铁路公司派司机值乘，而其余5组“蓝箭”列车停放于广州车辆段石牌客技站。这3对由“蓝箭”担当的广韶、韶坪城际列车于2008年1月20日即春运前夕停运，此后3组“蓝箭”列车曾停放于深圳笋岗客技站。
目前，所有藍箭列車已經歸還予廣鐵，並在除籍後存放于广铁集团平湖南站。

#### 成都铁路局
广深铁路公司停用“蓝箭”动车组后，成都铁路局于2008年2月起向廣深鐵路租借了8组“蓝箭”列车，配属成都铁路局重庆车辆段江北客车技术整备所，陆续投入到渝遂铁路、达成铁路、渝怀铁路运营。2008年2月18日起，“蓝箭”列车开始担当重庆北至成都的T882/3次、T884/1次城际特快列车；同年4月1日起，成都铁路局实行新的列车运行图，增开重庆北到遂宁、秀山、涪陵的管内特快列车，均由“蓝箭”动车组担当。“蓝箭”动车组在成都铁路局投入使用后初期，曾经数次在运行途中出现机械故障导致列车晚点。此外，由于列车空调机组老化，踏入夏季就经常出现车厢闷热、乘客不适的现象，重庆车辆段对列车空调机组进行维修以后车厢的通风冷却效果得以改善。
为提高成渝城际列车的运输能力，成都铁路局于2008年12月21日调整了列车运行图，每天开行5对成都至重庆北的城际列车，其中3对（T883/884、T891/892、T899/900次）均以两组“蓝箭”动车组（003+004、005+006）重联的12辆长编组方式运营，最快运行时间为3小时19分；另外2组短编组“蓝箭”动车组（007、008）用于运营重庆北到遂宁、秀山、涪陵的特快列车，而其余2组列车（001、002）被作为零件备用车使用。随着达成铁路复线于2009年7月全线开通，成渝间开行的3对“蓝箭”动车组列车，平均运行时间缩短至2小时46分。2009年9月26日起，成都铁路局引进CRH1A型“和谐号”电力动车组担当成渝城际列车，两地之间每天开行7对“和谐号”列车，原有“蓝箭”动车组全部停运。2009年10月20日，长编组“蓝箭”列车开始担当达州—南充—遂宁—成都间每天3对的城际特快列车（T8863/4、T8865/6、T8867/8次）；另外又在10月24日起开行重庆北至达州的T8807次特快列车。达成铁路成都至遂宁段原设计速度为200公里/小时，遂宁至达州段为160公里/小时，也是中国西南地区的首条高速铁路；经过一段时间运行，铁道部认为达成铁路具备进一步提速的条件，并于2010年10月将遂成段提速至250公里/小时，遂达段提速至200公里/小时。2010年9月20日，达成铁路正式开行“和谐号”高速列车，取代了原来的“蓝箭”。
2010年9月20日起，由于先锋号电力动车组需要返厂检修而停运（其後保存在湖南交通工程学院），3组长编组“蓝箭”列车退出达成铁路后由重庆车辆段转交贵阳车辆段，并投入到黔桂铁路运行，担当贵阳至独山、都匀的3对特快列车（T8871/2、T8873/4、T8875/6次）。同时，随着沪昆铁路在贵州境内路段提速改造工程的进行，自2010年10月1日起使用“蓝箭”动车组开行贵阳至六盘水间3对特快列车（T8881/2、T8883/4、T8885/6次），受线路条件限制列车最高运行速度为140公里/小时，两地距离249公里，“蓝箭”特快列车单程运行时间只需2小时59分，同时T8875/6次（贵州至独山）停运。2011年7月1日起，成都铁路局又新增了3对贵阳至六盘水的“蓝箭”特快列车（T8875/6、T8877/8、T8879/80次），这3对列车于2012年3月1日停运。此外，为配合贵广客运专线引入贵阳站枢纽工程，贵阳站需要进行大规模改造，施工期间需要封锁第6、7股道及4号站台，导致接发列车能力减少，自2012年5月10日起贵阳至都匀的2对“蓝箭”列车（T8871/2、和T8873/4次）停运。2012年11月21日，鉴于“蓝箭”车底在进行性能评估时已达退役标准，为保证旅客安全，贵阳至六盘水、贵阳至安顺城际列车将更换为25G型空调车底载客运行。自此，“蓝箭”正式“退役”。

#### 沈阳铁路局
2002年，大连铁龙实业股份有限公司与沈阳铁路局也计划引进DJJ1型“蓝箭”电力动车组，用于开行沈阳（沈阳北）至大连、沈阳至长春的城际特快列车。2002年1月初，沈阳铁路局向广深铁路公司借调了一组“蓝箭”列车，在沈大铁路进行全程运行试验，最高试验速度达到194公里/小时，沈阳至大连的运行时间为3小时30分，比原来的快速列车运行图缩短20％。2002年7月24日，大连铁龙实业公司购置“蓝箭”电力动车组的签约仪式在北京举行，其中动力车由株洲电力机车厂制造，拖车分别由长春轨道客车股份公司和南车四方机车车辆股份公司制造。铁龙实业公司计划订购的4组“蓝箭”列车编组与广深铁路略有不同，采用了8辆编组，由动力车1辆、一等软座车3辆，二等软座车3辆、特等商务包房车1辆组成，以满足各层次旅客的需求。“蓝箭”列车原计划于2003年7月投入沈大铁路运营，然而刘志军接替傅志寰出任铁道部部长后，中国铁路发展政策发生重大改变，沈阳铁路局引进“蓝箭”列车的计划最终搁浅。

### 退役及收藏

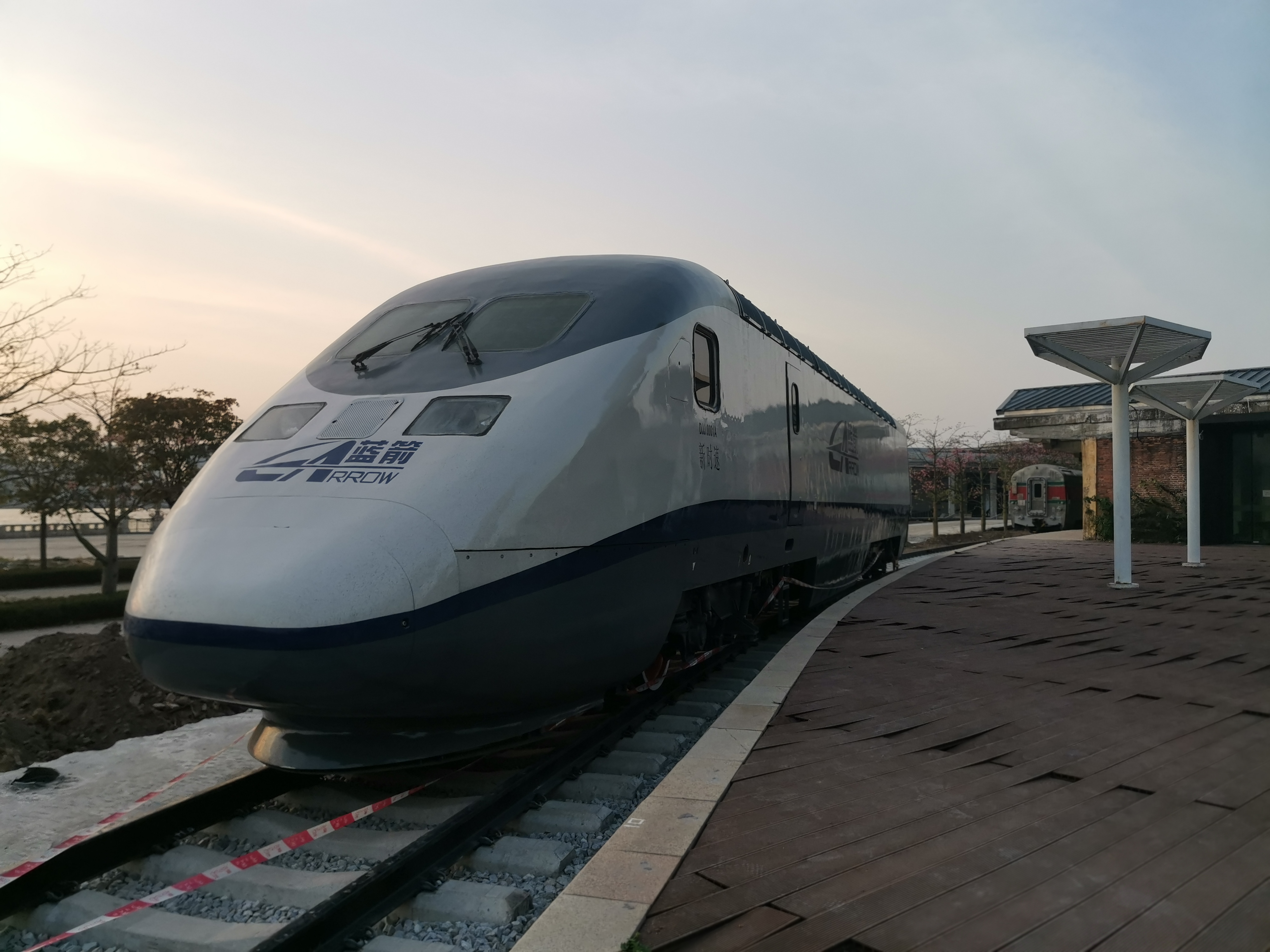
收藏于广州铁路博物馆（建设中）的动力头车

2012年11月21日，鉴于“蓝箭”车底在进行性能评估时已达退役标准，为保证旅客安全，贵阳至六盘水、贵阳至安顺城际列车将更换为25G型空调车底载客运行。自此，“蓝箭”正式“退役”。
随着租约到期，成都铁路局将于2014年1月31日前把蓝箭归还给广深铁路公司，3组重联蓝箭从贵阳无火回送至深圳平湖南站。1月22日，003+004和007+008已经回送，而001+006亦於其後送抵。
廣深鐵路公司本打算將本型動車組復修，但由於未能通過在同年3月進行的車輛狀況評估，已於2014年7月31日根據鐵路總公司發出的《关于2014年181辆非和谐号动车报废的通知》，將本型動車組除籍。之后該等列車长期停放於平湖南站而未拆解。
及後，廣鐵在2019年將其中一節動力車送往韶關，成為韶關機務實訓基地的收藏品之一，另外編號為0001A（改号车，原为0004A）的動力車於2020年12月送往广州铁路博物馆 （原广州南站）作短暂保存至2022年年初移出。

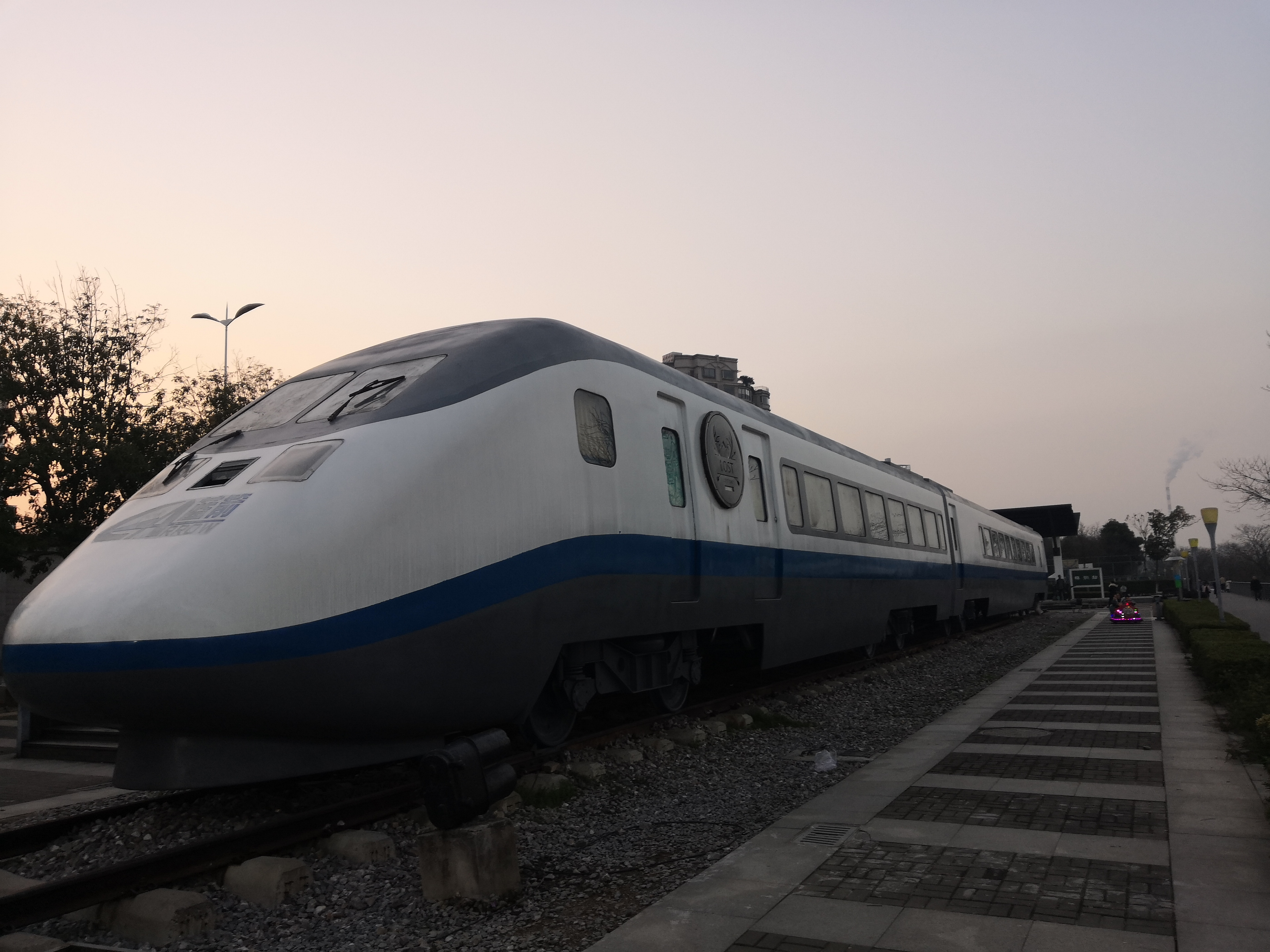
株洲湘江风光带的蓝箭号控制车

另有一节本车控制车，则留在株洲湘江风光带作为展品收藏，车厢内曾开设咖啡店后才正式结业。

## 技术特点

### 总体结构
DJJ1型电力动车组为动力集中方式的推挽式动车组，标准编组采用“一动六拖”的7辆编组，由1辆动力车、5辆单层客车、1辆带司机室的单层客车（控制车）组成；列车亦可以根据需求将控制车脱离编组，并将两组短编组列车重联组合成“二动十拖”的12辆长编组列车。
动力车为一台四轴高速电力机车，适用于供电制式为25千伏工频单相交流电的电气化铁路，机车轴式Bo-Bo，持续功率4,800千瓦，最高运用速度为200公里/小时。总体布置采用中间贯通走廊、单端司机室，由前至后分别为司机室、设备室、主变流器室及辅助室。车内设备以分室斜对称、屏柜化布置，与DJ型电力机车基本相同。司机室内设有符合人机工程学设计的司机操纵台，并具有隔音保护；主变流器室内设有主变流柜、主冷却柜；设备室和辅助室内设有控制电源柜、空气制动柜、辅助变流柜、牵引通风柜、列车供电柜等设备。卧式牵引变压器安装于车底中部，与电抗器共用冷却油箱。通风系统借鉴了X2000列车动力车的车顶夹层独立通风方式，从车顶顶盖夹层风道吸入冷风，向发热部件冷却后从车底排出，并维持机械间呈微正压，改善机车防尘效果及防寒性能。为了减少高速运行时的空气阻力，动力车采用了流线型车头、车顶导流罩，车体下部两侧并设有裙板。
客车和控制车车厢采用无中粱薄壁筒整体承载的全钢焊接结构，全部为软座车，采用“2+2”可倾式座椅布置；每组列车其中一辆软座车并设有4个六人商务包间；此外，列车上还设有配餐间、播音间、残疾人卫生间、蹲式和坐式卫生间等设施。整列动车组采采用统一的鼓形车体断面，并降低了车顶高度，提高列车的运行稳定性。车厢之间除了采用密接式车钩和密封风挡连接，并设有橡胶裙边以免产生涡流。

### 传动系统
DJJ1型电力动车组采用交—直—交电传动系统，其与DJ型电力机车的传动系统类似，牵引变流柜、异步牵引电机和分散式 MITRAC 微机控制系统由 Adtranz 提供。
接触网的25千伏单相工频交流电经受电弓进入动力车后，经过主断路器，进入主变压器。主变压器为株洲电力机车厂制 TPQ16-6952/25，其为卧式结构的单相、强迫导向油循环冷却变压器，采取车体下悬挂安装方式；变压器次边包含四个牵引绕组、一个采暖绕组、一个辅机绕组和两个供电绕组。
交流电经过主变压器的牵引绕组后，进入牵引变流柜。每台动力车配置一台变流柜，其型式为 UM242/261/121-27/09-1，每台变流柜包含两套变流单元，每套变流单元由一套网侧四象限整流器、一套中间直流链路和两套电机侧 PWM 逆变模块组成，采用以 IGBT 为基础的水冷智能功率模块（IPM，Intelligent Power Module），功率元件规格为 4.5kV、1.5kA。交流电进入四象限脉冲整流器并整流为直流电，其通过电压为2700伏的中间直流回路后，由 PWM 逆变器转换成三相交流电输出，向牵引电机独立供电。
每套电机侧逆变模块向同一转向架上的两台牵引电机供电。牵引电机为鼠笼式三相异步电动机，型式为 4FHA 7056 C，额定功率为1225千瓦，控制方式为直接转矩控制（DTC）。

### 控制系统
“MITRAC”微机控制系统是由Adtranz公司研发的网络控制技术，应用了列车通信网络（TCN）标准。在“蓝箭”电力动车组上整个控制系统分为三级结构，第一级为列车控制级的绞线式列车总线（WTB），传输介质为屏蔽双绞线，主要实现列车重联控制、列车状态或故障信息的传递；第二级为车辆控制级的多功能车辆总线（MVB）光纤传输，主要实现车辆内各个功能控制单元之间的数据通信；第三级为变流器控制及功能控制级，实现对动力车主传动系统的控制。
2009年初，武汉正远铁路电气有限公司为“蓝箭”电力动车组开发研制了新的列车通信网络微机控制系统，取代了原来的“MITRAC”控制系统，具有自主知识产权并符合IEC 61375国际标准。网络控制系统架构仍然大致相同，分别为列车控制级、车辆功能控制级、功能级控制三级控制。该套国产控制系统于2009年4月完成了装车运行试验。

### 转向架
“蓝箭”动车组动力车转向架是以中国“八五”国家重点科技攻关项目、西南交通大学主持设计“高速动力车车体转向架关键部件的研究”为基础进行开发，从1992年开始经历八年时间研制成功，高速动力车转向架于2000年3月，在西南交大牵引动力国家重点实验室通过时速353公里/小时的高速滚动试验及330公里/小时的高速滚振试验。转向架主要结构上借鉴了德国铁路ICE-1动力车转向架；采用了低合金钢焊接结构框形构架、单侧轴箱拉杆定位；一系悬挂为轴箱两侧螺旋弹簧配橡胶垫；二系悬挂为高柔度螺旋圆弹簧配垂向、横向、抗蛇行油压减振器的组合。转向架并采用了集牵引电机、基础制动、齿轮传动系统于一体的驱动制动单元，以半体悬方式吊挂在车体和转向架构架上，通过轮对双空心轴六连杆弹性传动机构、单边刚性直齿轮驱动车轮；基础制动装置采用盘式制动和停车储能制动。牵引力或制动力通过中间低位推挽式牵引装置传递。此外，由于交流牵引电机体积较小，“蓝箭”动力车采用了1050毫米的小直径车轮。
客车车厢转向架为长春客车厂研制的CW-200型无摇枕高速转向架，采用了H型焊接构架、无磨耗转臂式轴箱定位装置、空气弹簧中央悬挂装置。车体和转向架之间并设有横向油压减震器和横向缓冲器。基础制动装置采用盘式制动和电子防滑器，每轴设有三个制动盘。

### 技术问题
“蓝箭”电力动车组采用ABB公司的进口牵引电动机，均使用了德国FAG轴承及蒂森克虜伯的合成润滑脂。2003年1月，其中一列“蓝箭”列车进行检修时，发现牵引电机轴承发生严重的润滑脂皂化，導致轴承产生震动及磨痕。经德国专家到场检验後，证实故障原因是德国和中国华南地区的气候环境存在较大差异，德国指定使用的润滑脂并不适合在如此潮湿的环境下使用，并建议把问题轴承全部更换。从德国订购新轴承需要4个月方能交货，但由于广深铁路公司要求在同年5月1日前完成修复工作，因此经过株洲电力机车研究所电机研究室研究后，决定选择以具有抗水性极强、微抛光微修复功能的美国紫皇冠公司（Royal Purple）“UPG2#”润滑基态纳米润滑脂替代德国产品，经过80小时的运行测试，8个轴承中的其中6个达到新出厂時的指标，另外2个也达到安全运作指标。整个修复过程比从德国购买新轴承节省了近1,000万元人民币。

### 列车编组
| 外观     | 重联     | 重联     | 重联运行的“蓝箭”电力动车组，后受电弓升起，车钩罩未拆卸 | 重联运行的“蓝箭”电力动车组，后受电弓升起，车钩罩未拆卸 | 重联运行的“蓝箭”电力动车组，后受电弓升起，车钩罩未拆卸 | 重联运行的“蓝箭”电力动车组，后受电弓升起，车钩罩未拆卸 | 重联运行的“蓝箭”电力动车组，后受电弓升起，车钩罩未拆卸 | 重联运行的“蓝箭”电力动车组，后受电弓升起，车钩罩未拆卸 | 重联运行的“蓝箭”电力动车组，后受电弓升起，车钩罩未拆卸 |
| 外观     | 单组     | 右侧     | 单组运行的“蓝箭”电力动车组，前受电弓升起，车钩罩未拆卸 | 单组运行的“蓝箭”电力动车组，前受电弓升起，车钩罩未拆卸 | 单组运行的“蓝箭”电力动车组，前受电弓升起，车钩罩未拆卸 | 单组运行的“蓝箭”电力动车组，前受电弓升起，车钩罩未拆卸 | 单组运行的“蓝箭”电力动车组，前受电弓升起，车钩罩未拆卸 | 单组运行的“蓝箭”电力动车组，前受电弓升起，车钩罩未拆卸 | 单组运行的“蓝箭”电力动车组，前受电弓升起，车钩罩未拆卸 |
| 外观     | 单组     | 左侧     | RZ 25DK XXXXXX，软座车 RUANZUOCHE(带有司机室)，左侧    | RZ 25DT XXXXXX，软座车 RUANZUOCHE，左侧                | RZ 25DT XXXXXX，软座车 RUANZUOCHE，左侧                | RZ 25DT XXXXXX，软座车 RUANZUOCHE(带有包厢)，左侧      | RZ 25DT XXXXXX，软座车 RUANZUOCHE，右侧                | RZ 25DT XXXXXX，软座车 RUANZUOCHE，左侧                | DJJ1 000X A/B，动车(亦称“动力车”)，右侧                |
| 车厢号   | 车厢号   | 车厢号   | 1                                                      | 2                                                      | 3                                                      | 4                                                      | 5                                                      | 6                                                      |                                                        |
| 车辆编号 | 车辆编号 | 车辆编号 | RZ25DKXXXXXX                                           | RZ25DTXXXXXX                                           | RZ25DTXXXXXX                                           | RZ25DTXXXXXX                                           | RZ25DTXXXXXX                                           | RZ25DTXXXXXX                                           | DJJ1000X                                               |
| 制造厂   | 制造厂   | 制造厂   | 长春客车厂                                             | 长春客车厂                                             | 长春客车厂                                             | 长春客车厂                                             | 长春客车厂                                             | 长春客车厂                                             | 株洲电力机车厂                                         |
| 技术特征 | 型号     | 型号     | RZ25DK                                                 | RZ25DT                                                 | RZ25DT                                                 | RZ25DT                                                 | RZ25DT                                                 | RZ25DT                                                 | DJJ1                                                   |
| 技术特征 | 车辆类型 | 车辆类型 | 拖车(Tc)                                               | 拖车(T)                                                | 拖车(T)                                                | 拖车(T)                                                | 拖车(T)                                                | 拖车(T)                                                | 动车(Mc)                                               |
| 技术特征 | 动力分布 | 动力分布 | 〇〇 〇〇                                              | 〇〇 〇〇                                              | 〇〇 〇〇                                              | 〇〇 〇〇                                              | 〇〇 〇〇                                              | 〇〇 〇〇                                              | ●● ●●                                                  |
| 技术特征 | 轴式     | 轴式     | 2-2                                                    | 2-2                                                    | 2-2                                                    | 2-2                                                    | 2-2                                                    | 2-2                                                    | Bo-Bo                                                  |
| 技术特征 | 轴重     | 轴重     | ≤15.5吨                                                | ≤15.5吨                                                | ≤15.5吨                                                | ≤15.5吨                                                | ≤15.5吨                                                | ≤15.5吨                                                | 19.5吨                                                 |
| 技术特征 | 主要设备 | 主要设备 | 司机室 控制车微机柜                                    |                                                        |                                                        |                                                        |                                                        |                                                        | 司机室 受电弓 ×2 牵引变压器 ×1 牵引变流器 ×2           |
| 技术特征 | 转向架   | 转向架   | CW-200                                                 | CW-200                                                 | CW-200                                                 | CW-200                                                 | CW-200                                                 | CW-200                                                 | 高速动力车转向架                                       |
| 载员空间 | 布置方式 | 布置方式 | 软座（2+2） 行李间（32m³）                             | 软座（2+2） 播音室                                     | 软座（2+2） 配餐室                                     | 软座（2+2） 商务包间（0+3）                            | 软座（2+2）                                            | 软座（2+2）                                            |                                                        |
| 载员空间 | 定员     | 定员     | 35                                                     | 78                                                     | 78                                                     | 66                                                     | 78                                                     | 78                                                     |                                                        |